# Kowale Pańskie (gromada)
Kowale Pańskie – dawna gromada, czyli najmniejsza jednostka podziału terytorialnego Polskiej Rzeczypospolitej Ludowej w latach 1954–1972.
Gromady, z gromadzkimi radami narodowymi (GRN) jako organami władzy najniższego stopnia na wsi, funkcjonowały od reformy reorganizującej administrację wiejską przeprowadzonej jesienią 1954 do momentu ich zniesienia z dniem 1 stycznia 1973, tym samym wypierając organizację gminną w latach 1954–1972.
Gromadę Kowale Pańskie siedzibą GRN w Kowalach Pańskich utworzono – jako jedną z 8759 gromad na obszarze Polski – w powiecie tureckim w woj. poznańskim, na mocy uchwały nr 39/54 WRN w Poznaniu z dnia 5 października 1954. W skład jednostki weszły obszary dotychczasowych gromad Ciemień, Kowale Pańskie, Kowale Pańskie-Kolonia, Leśnictwo, Marcinów, Marianów-Kolonia i Siedliska ze zniesionej gminy Kowale Pańskie w tymże powiecie. Dla gromady ustalono 17 członków gromadzkiej rady narodowej.
1 stycznia 1960 do gromady Kowale Pańskie włączono obszary zniesionych gromad Kawęczyn i Kaczki Średnie oraz miejscowości Bielawki, Czachulec Nowy, Marcjanów, Marcjanów A i B i Skarżyn ze zniesionej gromady Skarżyn w tymże powiecie.
Gromada przetrwała do końca 1972 roku, czyli do kolejnej reformy gminnej.